# Fernando Puig Rosado
Fernando Puig Rosado (Don Benito, España, 1 de abril de 1931—París, Francia, 25 de septiembre de 2016) fue un pintor e ilustrador español.

## Biografía
Después de estudios de medicina en España, se vuelve hacia una carrera de ilustrador. En 1960, se establece en Francia, donde trabaja en la prensa de juventud. Publica sus dibujos en Suiza, Inglaterra y España (“Época”), trabaja en la publicidad, la edición escolar y la animación. Con Jean-Pierre Desclozeaux, se funde en 1967 Aviñón a la Sociedad Protectora de Humor. Recibe el Gran Precio del Humor Negro en los 1976. 
Ilustró varios relatos de Pierre Gripari (“los cuentos de la rue Broca”), Evelyne Brisou-Pellen (“los Pepinos de rey”, 1988), y Sylvie Girardet (“la Casa de los cinco sentidos” y una enciclopedia del mundo animal). Humorista y partidario de los derechos humanos y de la ecología, colaboró con Henriette Bichonnier sobre un manifiesto irónico contra la guerra (“Tetaclak et Poirabaff”, 1990).
Sus dibujos lineales al lápiz, simples pero expresivos, son coloreados a la acuarela en colores puros diluidos. Su humor simpático reside en gran parte en la sonrisa constante de sus personajes y el aspecto caluroso de sus imágenes.
Falleció en París, el 25 de septiembre de 2016, a la edad de 85 años